# Rafael Amador
Rafael Amador Flores (Tlaxcala, 1959. február 15. – Puebla, 2018. július 31.) válogatott mexikói labdarúgó, hátvéd.

## Pályafutása

### Klubcsapatban
1979 és 1987 között az UNAM Pumas labdarúgója volt, ahol az 1980–81-es idényben tagja volt a bajnokcsapatnak. Az 1987–88-as idényben a Puebla együttesében szerepelt és kupagyőztes lett a csapattal.

### A válogatottban
1983 és 1986 között 30 alkalommal szerepelt a mexikói válogatottban. Tagja volt az 1986-os világbajnokságon részt vevő csapatnak.

## Sikerei, díjai
UNAM Pumas
- Mexikói bajnokság
  - bajnok: 1980–81

 Puebla
- Mexikói kupa
  - győztes: 1988